# Línia de Wallace

Línia imaginària de separació entre el Sud-est asiàtic i Australàsia

La línia de Wallace és una línia imaginària que marca un límit biogeogràfic a través d'Insulíndia, i separa les regions d'Àsia i Oceania. La fauna, i en menor mesura la flora, són notablement diferents a cada costat, malgrat la proximitat geogràfica i la relativa similitud climàtica, reflectint històries evolutives separades.

Probable extensió del subcontinent de Sahul fa 18.000 anys, amb un nivell del mar 150 metres inferior a l'actual

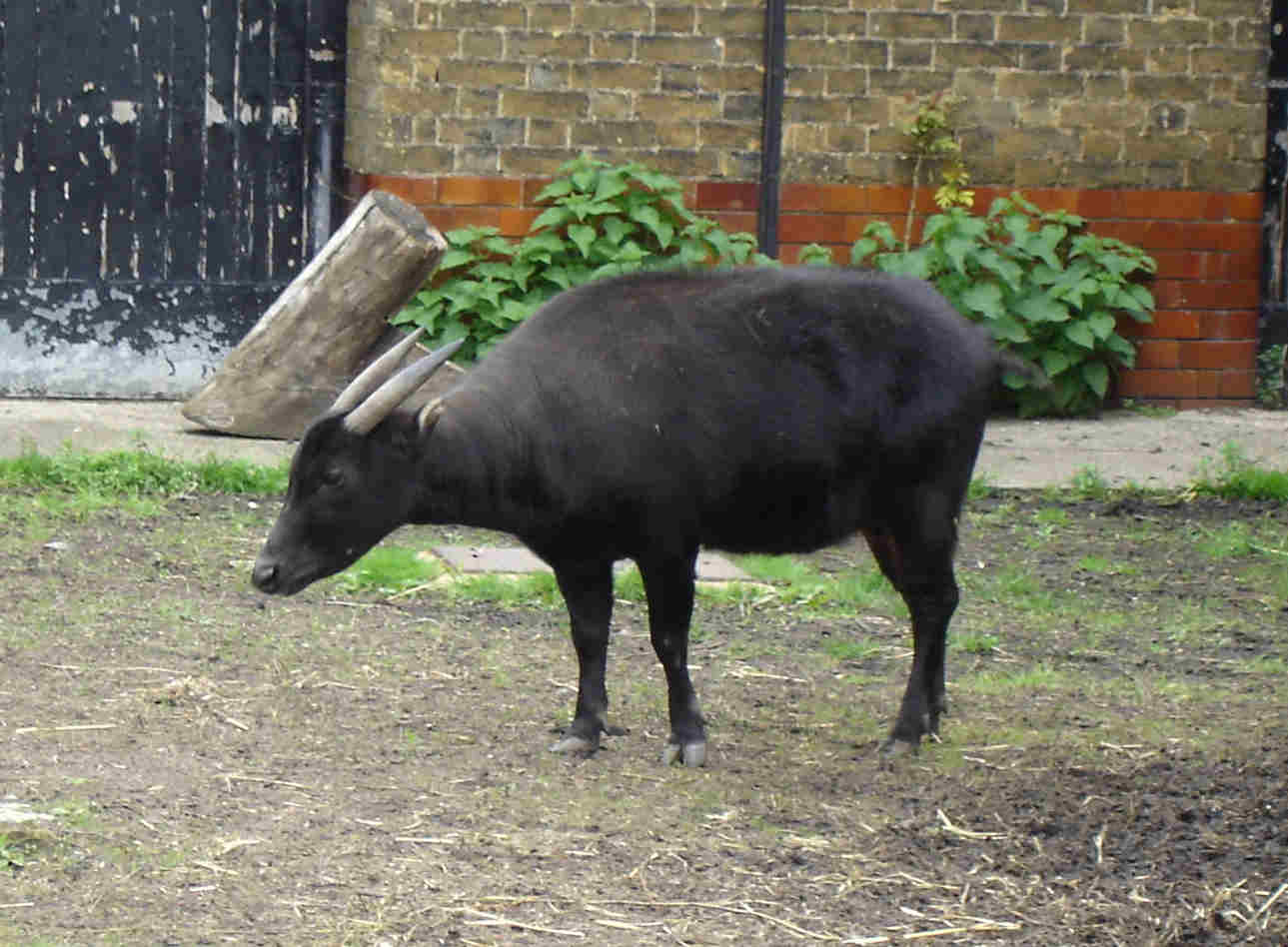
Anoa de Cèlebes

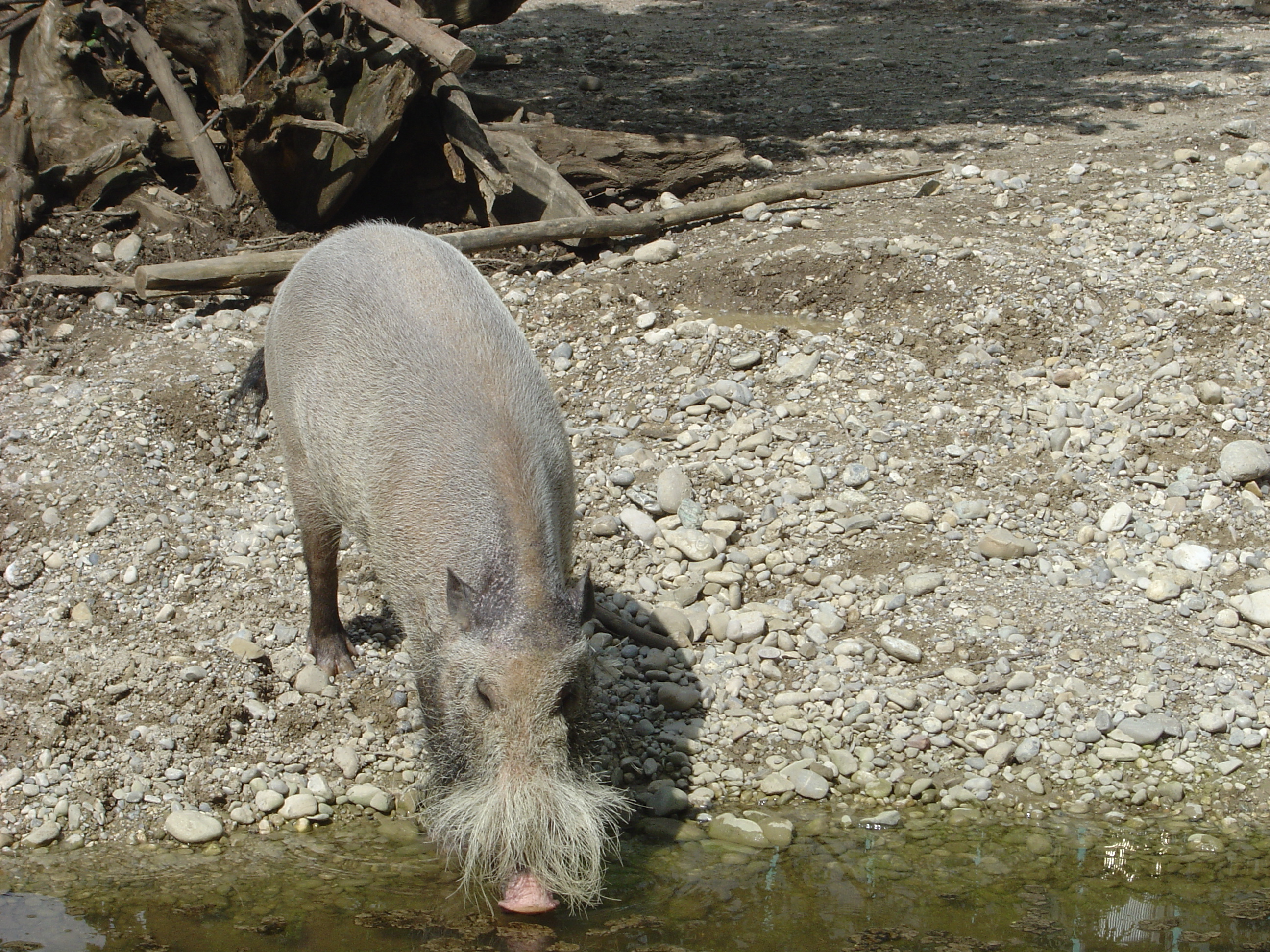
Sus barbatus

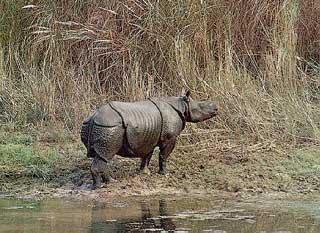
Rinoceront de Java

La línia passa entre les illes de Bali i Lombok, a l'est de Java; continua entre Borneo, que deixa a l'oest, i les Cèlebes, i passa al sud de les Filipines. Al nord-oest de la línia, la fauna és la característica del Sud-est asiàtic; al sud-est és l'australàsica, que s'estén sobre Nova Guinea, Austràlia i molts arxipèlags del Pacífic sud-occidental. Proves de l'existència de la línia van ser descrites per Antonio Pigafetta, quan descrigué els contrasts biològics existents entre les Filipines i les illes de les espècies l'any 1521, amb ocasió del viatge de circumnavegació de l'expedició comandada per Fernando de Magallanes.
Una observació superficial i contemporània de la línia, la fa semblar imaginària. Tanmateix, es correspon amb un important límit físic: la fossa de Wallace, extensa fossa submarina produïda per subducció prop del límit entre les plaques tectòniques d'Australàsia i la d'Euràsia.
Durant les fases glacials de la glaciació quaternària, regions actualment sota el nivell del mar a banda i banda de la línia quedaren al descobert, però separades per un llarg estret sobre la fossa, que esdevingué així una barrera per a la migració de poblacions animals. Durant el darrer període glacial (generalment conegut com a würmià), a l'oest de la línia restava emergit el subcontinent de Sonda i a l'est el de Sahul, separats ambdós per menys de 100 km. Durant les migracions humanes prehistòriques, la fossa i línia resultaren un límit gairebé infranquejable cap a Australàsia, superat inicialment per formes modernes d'Homo erectus de les quals va derivar Homo floresiensis, descobert a l'illa de Flores, a l'est de la línia, el 2004 i després pels denissovans i finalment Homo sapiens — la nostra espècie — uns 70.000 anys enrere, emprant rudimentaris rais de joncs.
El nom honora Alfred Russell Wallace, naturalista i geògraf anglès que va estudiar l'arxipèlag Malai pels volts de 1860, i fou juntament amb Darwin un dels dos autors de la teoria de l'evolució basada en la selecció natural. La regió biogeogràfica coneguda com a Wallacea  d'Indonèsia, composta per diversos grups d'illes i els seus fons marins esdevé una una zona intermèdia entre Àsia i Oceania marcades per la línia de Lydekker i la línia de Wallace en honor a l'eminent naturalista. Alternativament, la "línia de Weber" travessa aquesta zona de transició de l'est al centre, al punt d'inflexió entre les espècies asiàtiques i les d'origen australià.